# Handayani Mulia
Handayani Mulia is een bestuurslaag in het regentschap Muara Enim van de provincie Zuid-Sumatra, Indonesië. Handayani Mulia telt 3331 inwoners (volkstelling 2010).